# Hermes Communications Technology Satellite
Hermes war ein kanadischer Kommunikationssatellit, bei dem neue Technologien erprobt werden sollten. Bei der Mission handelte es sich um eine Kooperation zwischen dem kanadischen Department of Communications, welche den Satelliten entworfen und betrieben hat, der US-amerikanischen NASA, welche für den Transport zum Startplatz und in den Erdorbit zuständig war und der europäischen ESA, die die 1.200 Watt leistungsstarken Solarpanele und anderen Komponenten geliefert hat. Die drei Organisationen teilten gegenseitig die Erkenntnisse, die sie aus diesem Projekt gewonnen haben.
Hermes wurde am 17. Januar 1976 mit einer Delta 2914 vom Weltraumbahnhof Cape Canaveral in den Orbit gebracht. Die Mission war ursprünglich für zwei Jahre ausgelegt, wurde jedoch bis zu einer Systemfehlfunktion im November 1979 verlängert. In der damaligen Zeit waren Telekommunikationssatelliten in der Art konstruiert, dass sich die Solarpanele direkt auf dem Satellitenkörper befanden und diesen gänzlich abgedeckt haben. Somit konnte durch eine ungünstige Position des Satelliten zur Sonne immer noch genügend Energie produziert werden, um die Systeme am Laufen zu halten. Da man sich jedoch beim Hermes-Satelliten für eine andere Form mit neuartigen ausfahrbaren flügelähnlichen Solarpanelen entschieden hat, vermutet man, dass diese nicht mehr exakt zur Sonne ausgerichtet werden konnten, was dann zu einem Stromausfall führte.
Mit dem Satelliten wurden zu Testzwecken TV-Signale ausgestrahlt, mit dem es möglich gewesen ist, diese an Privathaushalte zu senden, die über eine kleine Empfangsanlage verfügten. Mehrere Gemeinden in abgelegenen Gegenden Kanadas nahmen an mehreren Testverfahren teil.
Ein weiterer Test war das Senden und gleichzeitigen Empfangen sowie Weiterleiten von Telekommunikationsdaten zwischen mobilen Sende- und Empfangsstationen. Hermes war mit 200 W Sendeleistung der bis dahin leistungsstärkste Satellit.
Mit dem Satelliten wurde die Stanley Cup Hockey Playoffs zu kanadischen Diplomaten in Peru gesendet, um die Leistungsfähigkeit des Satelliten zu demonstrieren. Der Satellit deckte 40 % der Erdoberfläche von seinem geostationären Orbit aus ab.
1987 erhielten Kanadas Department of Communications und die NASA einen Emmy Award für die fortschrittliche Kommunikationstechnik, welche durch das Hermes-CTS-Programm entwickelt und umgesetzt wurde, und die es ermöglichte, auch abgelegene Gegenden der Erde mit Kommunikationsmitteln zu versorgen.